# Jason Allison
Jason Paul Allison (* 29. Mai 1975 in North York, Ontario) ist ein ehemaliger kanadischer Eishockeyspieler, der im Verlauf seiner aktiven Karriere zwischen 1991 und 2006 unter anderem 577 Spiele für die Washington Capitals, Boston Bruins, Los Angeles Kings und Toronto Maple Leafs in der National Hockey League auf der Position des Centers bestritten hat. Allison feierte insbesondere im Juniorenbereich zahlreiche Erfolge und ist zweifacher Junioren-Weltmeister, während er auf Vereinsebene mit dem Gewinn des Calder Cups der American Hockey League in Diensten der Portland Pirates im Jahr 1994 seinen größten Karriereerfolg feiern konnte.

## Karriere
Allison spielte während seiner Juniorenzeit zwischen 1991 und 1994 bei den London Knights in der Ontario Hockey League. Die Washington Capitals wählte ihn beim NHL Entry Draft 1993 in der ersten Runde als 17. aus. Nachdem er die folgende Saison noch in London beendet hatte, wurde er noch für zwei Spiele zu den Capitals geholt. Anschließend spielte er die Playoffs der American Hockey League für das Farmteam der Caps, die Portland Pirates. In den Jahren 1994 und 1995 spielte er für Kanada bei der Junioren-Weltmeisterschaft und konnte beide Male Gold für sein Heimatland gewinnen.
Bis zur Saison 1996/97 wechselte der talentierte Hoffnungsträger zwischen Washington und Portland, schaffte jedoch nicht den Durchbruch in der NHL. Gemeinsam mit den Talenten Anson Carter und Jim Carey sowie einem Draftrecht wechselte er zu den Boston Bruins. Im Gegenzug kamen die erfahrenen Adam Oates, Bill Ranford und Rick Tocchet nach Washington.
Hatte er es bei den Capitals in fünf Spielzeiten nur auf 29 Punkte gebracht, so startete er nun in der Saison 1997/98 bei den Bruins durch und landete mit 83 Punkten auf Platz neun der Scorerliste. In der darauffolgenden Spielzeit konnte er seine Leistungssteigerung bestätigen und erreichte erstmals die NHL-Playoffs. Nach einem guten Start in die Saison 1999/2000 warf ihn eine Daumenverletzung zurück und er kam nur auf 37 Spiele. Zur nächsten Saison kehrte er zurück und stellte mit 95 Punkten eine neue persönliche Bestmarke auf.
Gemeinsam mit Mikko Eloranta wurde er zur Saison 2001/02 für Jozef Stümpel und Glen Murray an die Los Angeles Kings abgegeben. Nach einem guten ersten Jahr, war seine zweite Spielzeit in Los Angeles von einer Knie- und einer Hüftverletzung überschattet. Nur 26 Mal konnte er für die Kings auflaufen und brachte es dabei auf 28 Punkte. Die folgende Spielzeit verpasste er verletzungsbedingt und die Saison 2004/05 fiel dem Lockout zum Opfer.
Zur Saison 2005/06 wechselte er zu den Toronto Maple Leafs. Hier war er erneut einer der besten Scorer. Trotzdem wurde sein Vertrag bei den Leafs nicht verlängert, und da er sich auch mit keinem anderen Team einigen konnte, setzte er die folgende Saison erneut komplett aus.

## Erfolge und Auszeichnungen
| - 1994 OHL First All-Star Team - 1994 Red Tilson Trophy - 1994 Eddie Powers Memorial Trophy - 1994 William Hanley Trophy - 1994 CHL Top Scorer Award | - 1994 CHL First All-Star Team - 1994 CHL Player of the Year - 1994 Calder-Cup-Gewinn mit den Portland Pirates - 2001 Teilnahme am NHL All-Star Game |

### International
| - 1994 Goldmedaille bei der Junioren-Weltmeisterschaft - 1995 Goldmedaille bei der Junioren-Weltmeisterschaft - 1995 Topscorer der Junioren-Weltmeisterschaft (gemeinsam mit Marty Murray) | - 1995 Bester Vorlagengeber der Junioren-Weltmeisterschaft - 1995 All-Star-Team der Junioren-Weltmeisterschaft |

## Karrierestatistik

### International
Vertrat Kanada bei:
- Junioren-Weltmeisterschaft 1994
- Junioren-Weltmeisterschaft 1995

(Legende zur Spielerstatistik: Sp oder GP = absolvierte Spiele; T oder G = erzielte Tore; V oder A = erzielte Assists; Pkt oder Pts = erzielte Scorerpunkte; SM oder PIM = erhaltene Strafminuten; +/− = Plus/Minus-Bilanz; PP = erzielte Überzahltore; SH = erzielte Unterzahltore; GW = erzielte Siegtore; 1 Play-downs/Relegation; Kursiv: Statistik nicht vollständig)